# Lantana horrida
Lantana horrida är en verbenaväxtart som beskrevs av Carl Sigismund Kunth. Lantana horrida ingår i släktet eldkronor, och familjen verbenaväxter. Inga underarter finns listade i Catalogue of Life.